# Chili con carne

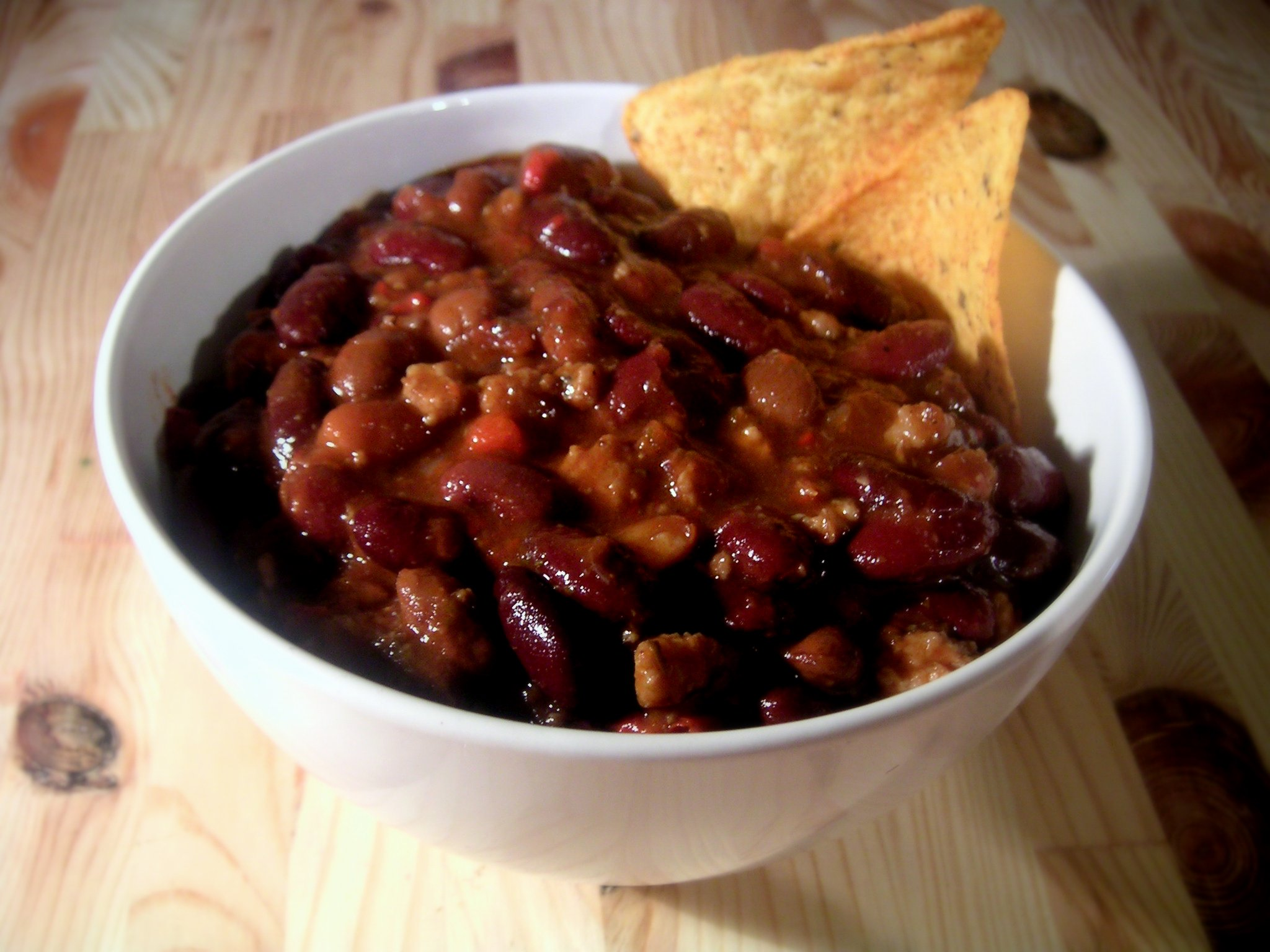
Chili con carne som är gjord av fläskkött, nötkött, chilipeppar, bönor och tomater (garnerad med nachos).

Chili con carne (chilli nahuatl, con carne spanska, översättning: chilipeppar med kött) är en kryddstark maträtt som består av en köttragu som är smaksatt med chilipeppar. Ursprunget är oklart och vanliga ingredienser är lök, vitlök, spiskummin och tomat. Ibland används bönor och ris till maträtten. 
Gemensamt för alla varianter av chili con carne är att rätten ska innehålla någon form av kött samt minst en kapsaicinrik sort av paprika, exempelvis ancho (torkad poblano) eller jalapeño.
Maträtten blir ofta inordnad i det mexikanska köket, men då bara vid gränsområdena mot USA och på stora turistställen. Maträtten tros ha sitt ursprung i södra USA, till exempel de tidigare mexikanska områden som kom att tillhöra USA efter freden i Guadalupe Hidalgo 1848. 

## Historia
De amerikanska delstaterna Texas, New Mexico och Arizona gör alla anspråk på att vara ursprungsområden för maträtten. Det finns många historier som omgärdar originalreceptet, bland annat hävdas det att USA:s armé var de som första gången lagade chili con carne. Samtidigt finns andra källor som menar att det var den amerikanska ursprungsbefolkningen eller de grekiska, irländska, spanska eller till och med de kinesiska invandrarna.

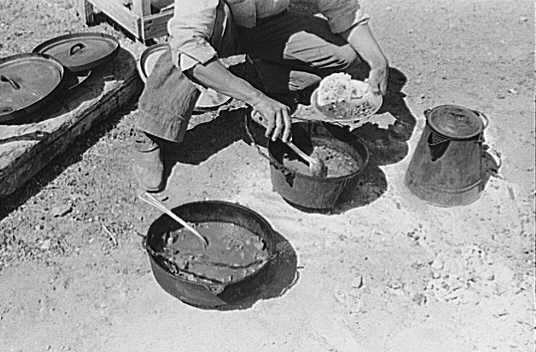
Cowboy som tillagar chili con carne (ranch i Texas 1939).

Maträtten kan möjligen ha uppkommit från en konserveringsmetod som de nordamerikanska indianerna kallade pemmikan och som i Västindien används under namnet jerk: När kött får torka över svag värme i en blandning av starka kryddor, salt och fett får det en lång hållbarhetstid. Denna konserveringsmetod användes i mitten av 1800-talet för att få hållbar proviant inför långa resor genom Amerika. Det konserverade köttet kokades över lägerelden med litet vatten och mjöl eller majsmjöl till en tjock soppa eller gryta.
Enligt en annan historia, infördes chili con carne på fängelser i Texas eftersom både nötkött och chilipeppar tillhörde de billigaste livsmedlen vilket gjorde rätten passande som fängelsemat.
Det första skriftliga receptet på chili con carne återfinns i Mrs. Owen's Cook Book (1880). Ett annat recept hittar man i Manual for Army Cooks (War Department Document #18) (1896). Det finns ännu äldre referenser till ej namngivna maträtter som saknar noggranna tillredningsbeskrivningar. Utifrån dessa, kan man anta att chili con carne kan spåras tillbaka några årtionden innan den första ovan nämnda publikationen.
Särskilt bland tejanos, den stora gruppen invandrade latinamerikaner i Texas, fick maträtten en snabb spridning och chili con carne blev en välkommen komplettering av husmanskosten. Alla ingredienser var billiga eller kunde till och med odlas på egen hand. 

### Chili con carne som färdigmat
Det första försöket att fylla chili con carne på burk för försäljning gjordes av William G. Tobin från San Antonio i Texas mellan 1877 och 1882. År 1881 undertecknade han ett kontrakt med USA:s regering om leverans av chili con carne på burk till dess armé och marin. Några dagar efter att den första fabriken tagits i drift dog han, den 28 juli 1884, och projektet kunde ej föras vidare.
1895 började Lyman T. Davis sälja chili con carne i form av torkade briketter under namnet Lyman's Famous Home Made Chili. 1921 övergick han till chili på burk och bytte namn på produkten till Wolf Brand Chili. 1924 sålde Davis företaget efter att en oljefyndighet hittats på hans ägor. Wolf Brand Chili ägs av ConAgra Foods, Inc.

### Texas

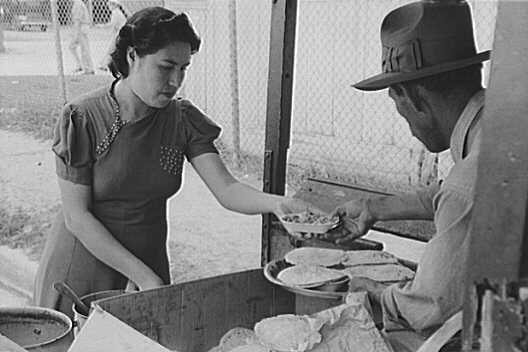
Försäljning av kokade bönor och tortillas (Texas 1939).

Chili con carne blev i Texas alltmer populär under slutet av 1800-talet och början av 1900-talet. I San Antonio dök det upp fler och fler mobila matstånd på offentliga platser, såsom vid marknadstorget och utanför militära inrättningar. Dessa sålde kokta bönor, enchiladas, tortillas och just chili con carne. Försäljerskorna som ofta härstammade från Mexiko gick under benämningen Chili Queens och var med sina färgglada lyktor och vagnar ett påtagligt inslag i stadsbilden.  Idag firas i San Antonio årligen minnet av chili-queen-traditionen med festivalen Return of the Chili Queens Festival.
Sedan 1977 är chili con carne delstaten Texas officiella maträtt. Förslaget från kongressledamoten Manuel Lujan (New Mexico) 1984 att utnämna chili con carne till USA:s nationalrätt har ännu inte fått gehör i kongressen.

## Ingredienser

### Grundingredienser

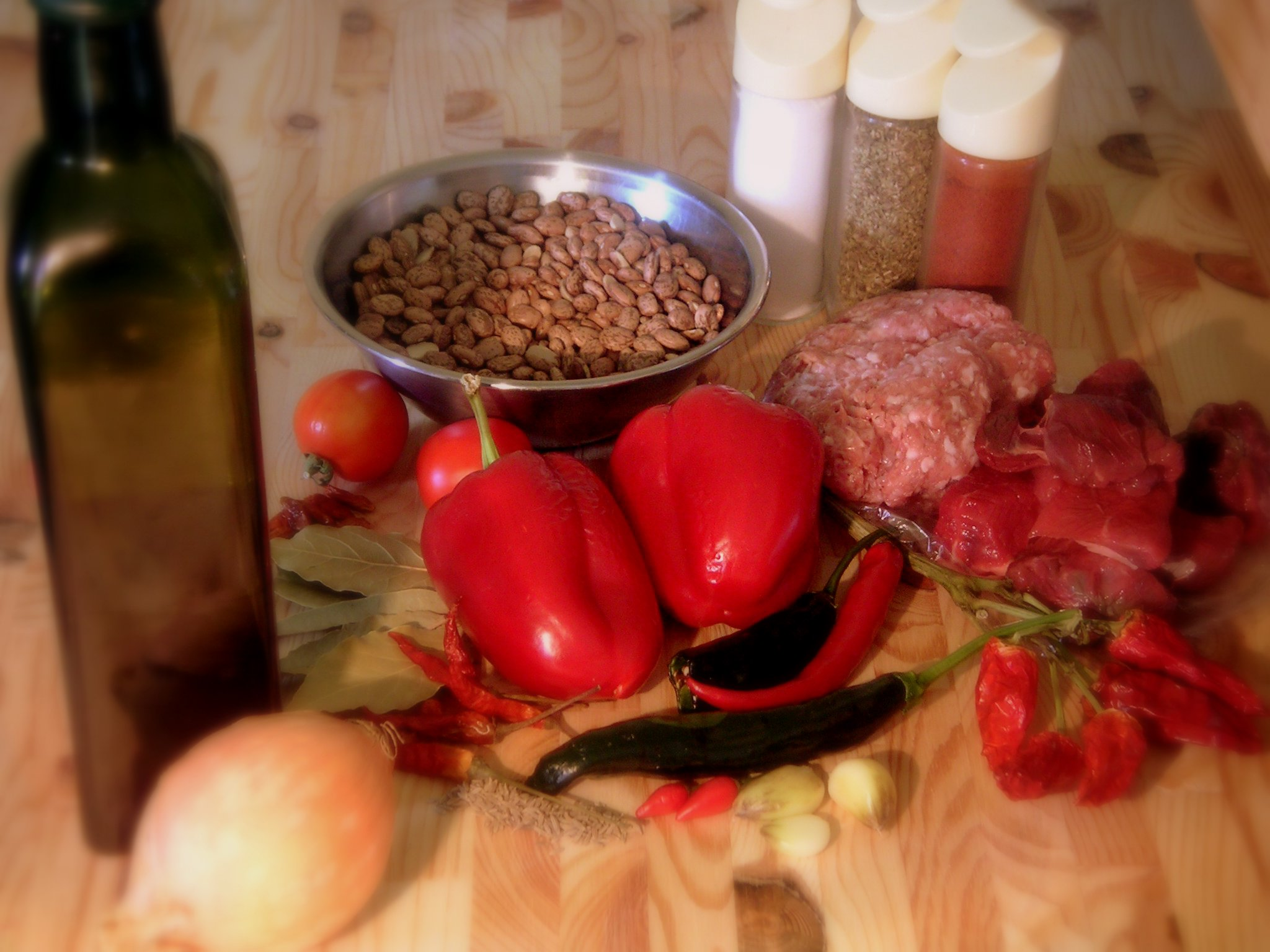
Ingredienser till chili con carne.

Medan en chili con carne i Texas-stil inte innehåller några bönor, så finns det många andra variationer som innehåller pintobönor eller svarta bönor.
En historisk motivering till användningen av bönor är att chili con carne alltid varit fattigmansmat, och bönor var billigare än kött, men ungefär lika näringsrikt.

### Variationer

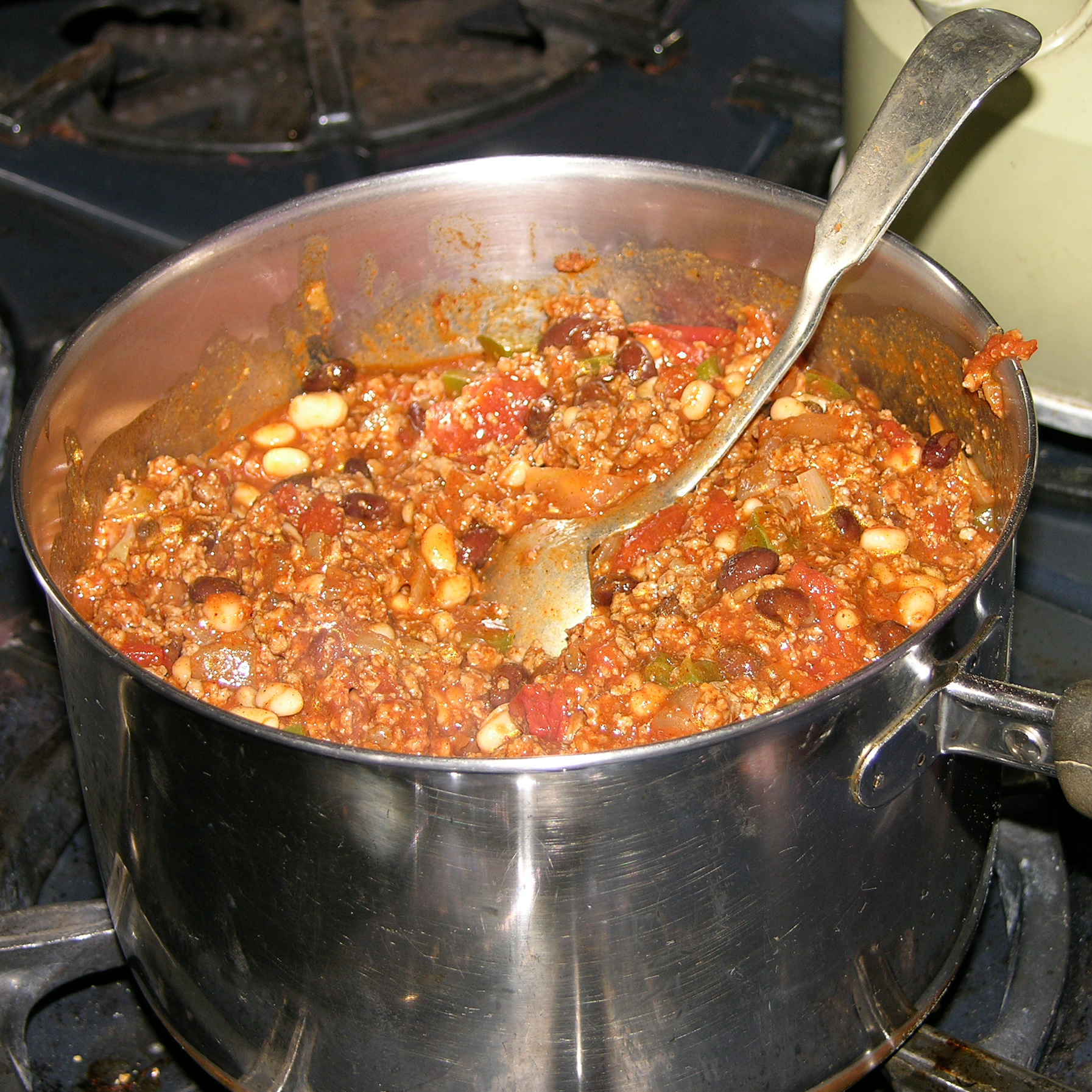
En kastrull med chili con carne på spisen.

Det förekommer variationer vad gäller valet av ingredienser:
- En chili con carne i Sverige innehåller vanligen malt nötkött.[1]
- Kokta, torkade bönor serveras ofta till eller i en chili con carne.[1]
- Tomater hjälper chili con carnen att få en fastare konsistens eftersom tomaterna kokar ihop under den långa koktiden.
- I tyska recept förekommer ofta majs, morötter och zucchini.
- En chili con carne i Texas-stil innehåller inga grönsaker förutom den i hela bitar färska eller torkade chilipepparn. Köttet är mest skuret i tärningar och är nötkött eller fläskkött, ibland även vilt. Även Jailhouse Chili (engelska: fängelse-chili-con-carne) tillhör denna grupp.
- Chili verde (spanska, översatt: grön chili) är en variant som kommer från New Mexico. Den tillagas uteslutande på färsk ännu grön chilipeppar. Oftast är en Chili verde mer lättflytande än en chili con carne i Texas-stil. Efter en europeisk måttstock, handlar 'Chili verde' om ett slags kryddstark gulasch.
- En självständig kategori utgör chili con carne i Cincinnati-stil. Troligtvis gjorde grekiska invandrare chili con carne populär i nordöstra USA. De anpassade receptet till den grekiska matlagningstraditionen så att den blev mindre kryddstark, men också att den kunde kryddas med kanel, kryddpeppar eller muskot. Denna typ serveras mest till pasta eller som sås till varm korv.
- Vegetarisk chili con carne, eller oftare chili sin carne, är en vegetarisk variant av maträtten där man ersätter köttet med sojabönor, tofu, pumpa, zucchini, halloumi eller aubergine.